# Comuna Sânger, Mureș
Sânger (în maghiară: Mezőszengyel) este o comună în județul Mureș, Transilvania, România, formată din satele Bârza, Cipaieni, Dalu, Pripoare, Sânger (reședința), Vălișoara și Zăpodea.

## Demografie
Componența etnică a comunei Sânger
     Români (71,73%)
     Romi (18,94%)
     Maghiari (3,61%)
     Alte etnii (5,72%)
Componența confesională a comunei Sânger
     Ortodocși (84,67%)
     Romano-catolici (3,61%)
     Penticostali (2,2%)
     Greco-catolici (1,83%)
     Alte religii (1,88%)
     Necunoscută (5,81%)
Conform recensământului efectuat în 2021, populația comunei Sânger se ridică la 2.133 de locuitori, în scădere față de recensământul anterior din 2011, când fuseseră înregistrați 2.400 de locuitori. Majoritatea locuitorilor sunt români (71,73%), cu minorități de romi (18,94%) și maghiari (3,61%). Din punct de vedere confesional, majoritatea locuitorilor sunt ortodocși (84,67%), cu minorități de romano-catolici (3,61%), penticostali (2,2%) și greco-catolici (1,83%), iar pentru 5,81% nu se cunoaște apartenența confesională.

## Politică și administrație
Comuna Sânger este administrată de un primar și un consiliu local compus din 11 consilieri. Primarul, Vasile Grec[*],  politician independent, este în funcție din 1 noiembrie 2024. Începând cu alegerile locale din 2024, consiliul local are următoarea componență pe partide politice:
|  | Partid                          | Consilieri | Componența Consiliului | Componența Consiliului | Componența Consiliului | Componența Consiliului |
|  | ------------------------------- | ---------- | ---------------------- | ---------------------- | ---------------------- | ---------------------- |
|  | Partidul Național Liberal       | 4          |                        |                        |                        |                        |
|  | Alianța pentru Unirea Românilor | 3          |                        |                        |                        |                        |
|  | Partidul Social Democrat        | 2          |                        |                        |                        |                        |
|  | Partidul Verde                  | 2          |                        |                        |                        |                        |

## Personalități născute aici
- Vasile Popp (1789 - 1842), medic, terapeut, bibliograf și publicist.
- Zeno Turdeanu (1927-1989), actor, epigramist, rebusist, publicist.

## Imagini

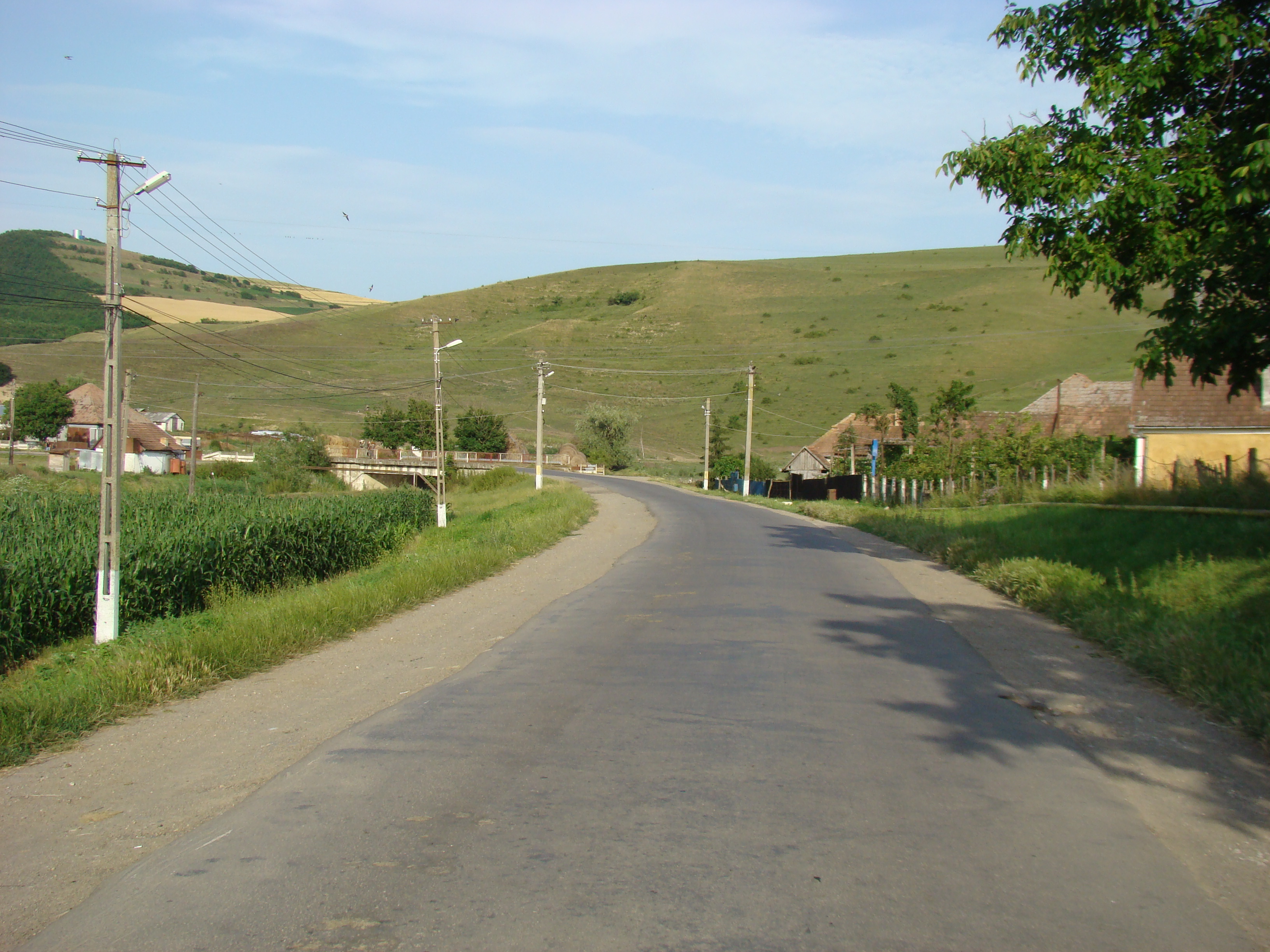
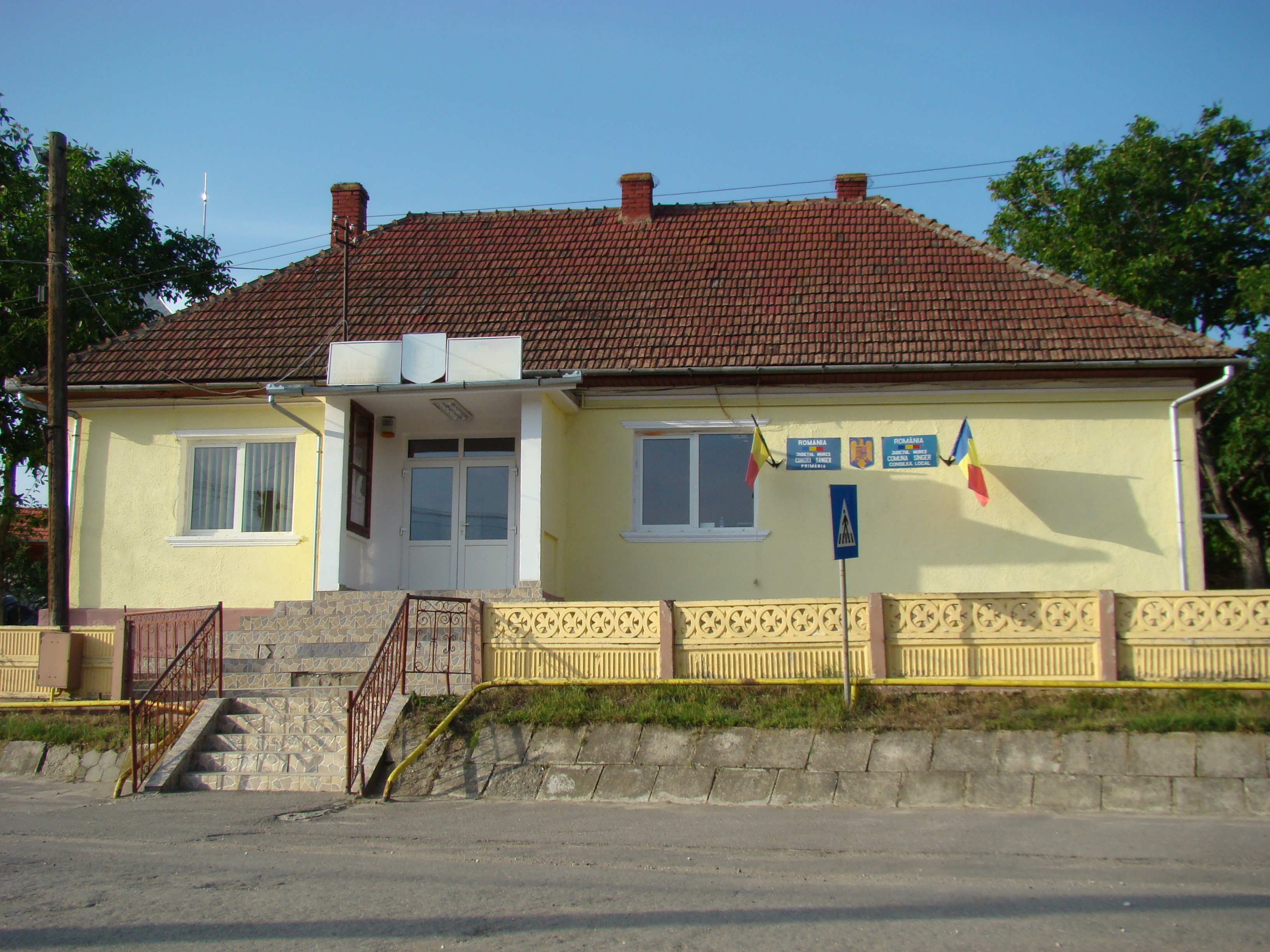
Primăria comunei Sânger
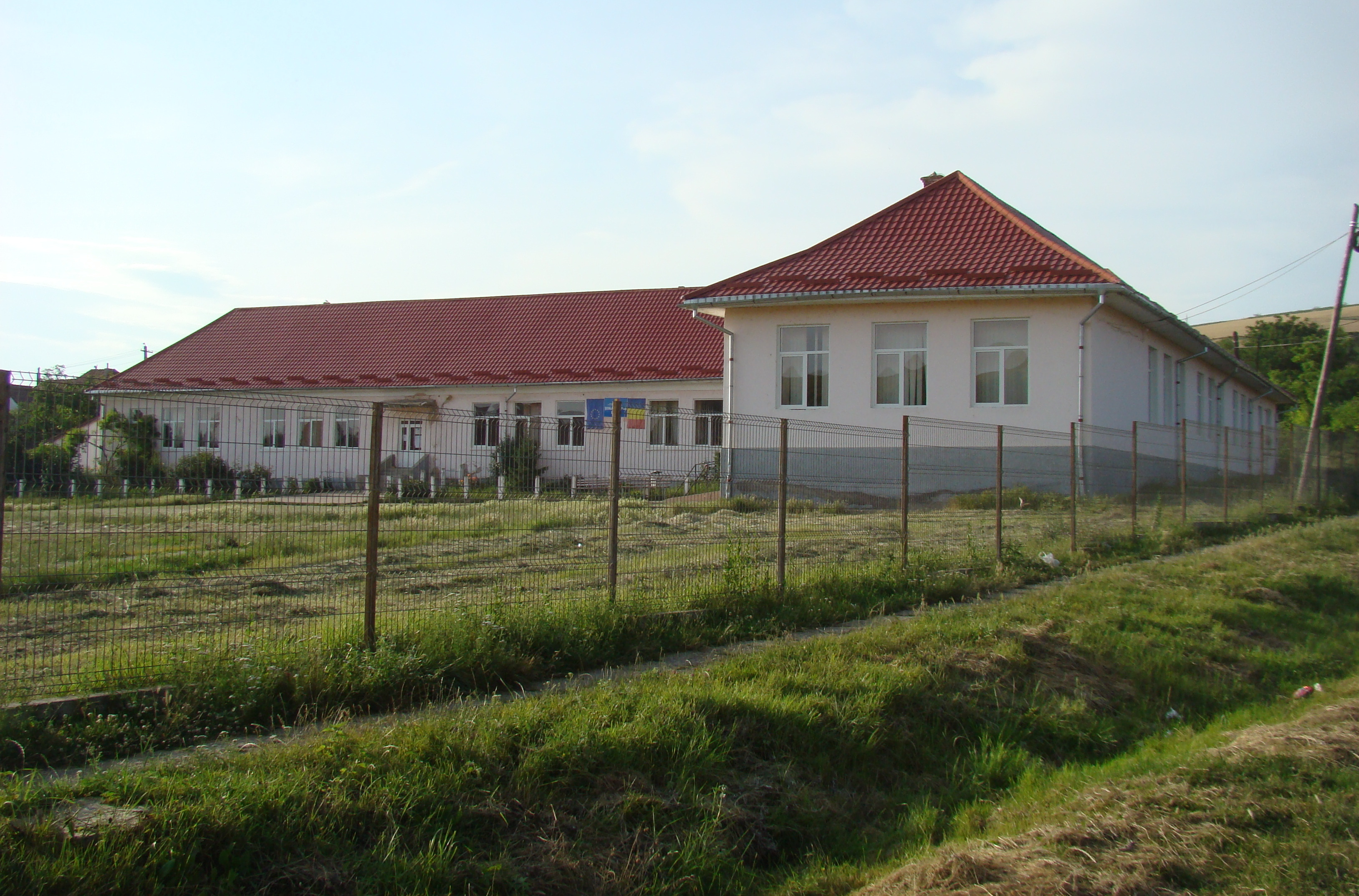
Școala
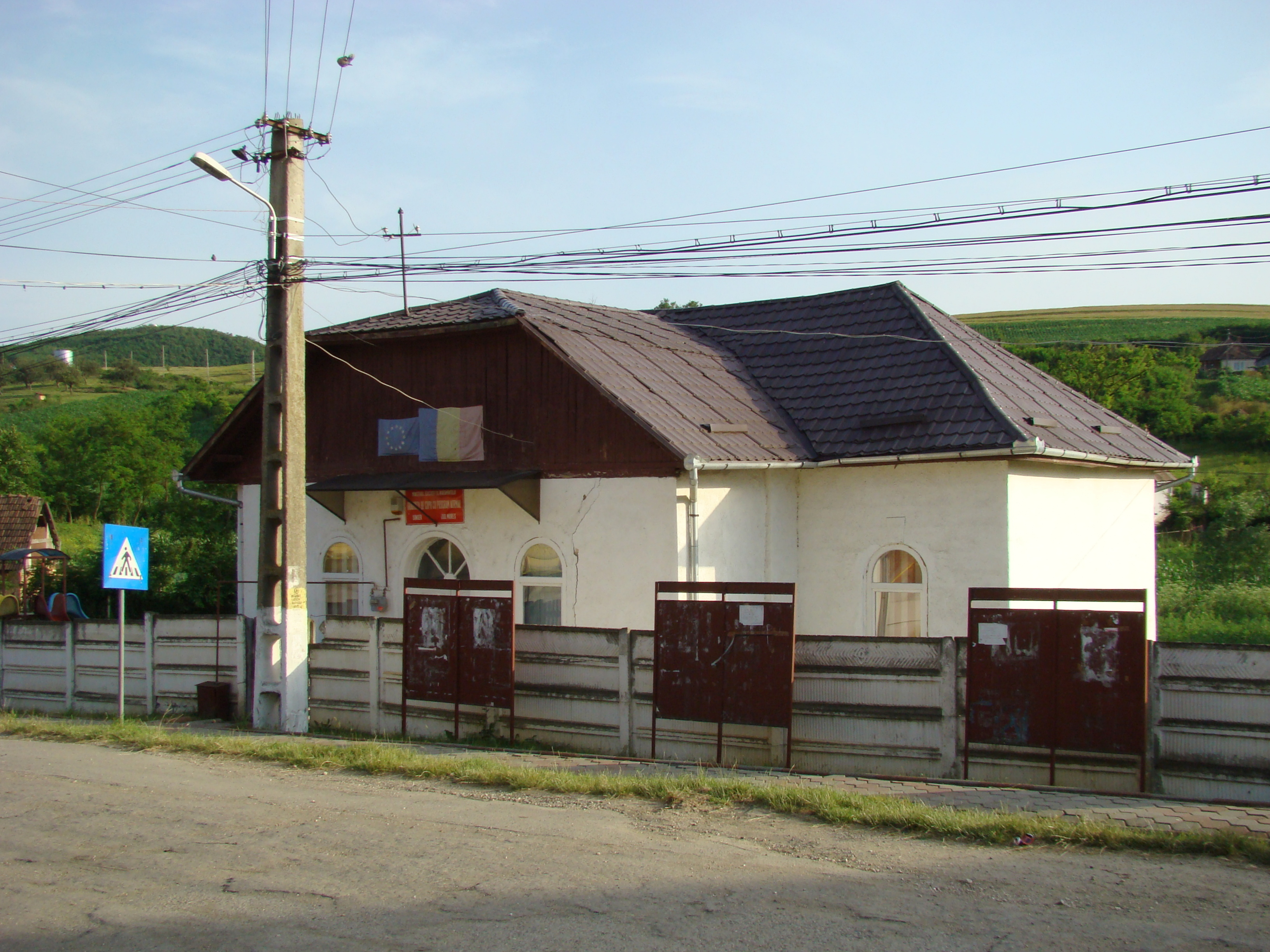
Grădinița
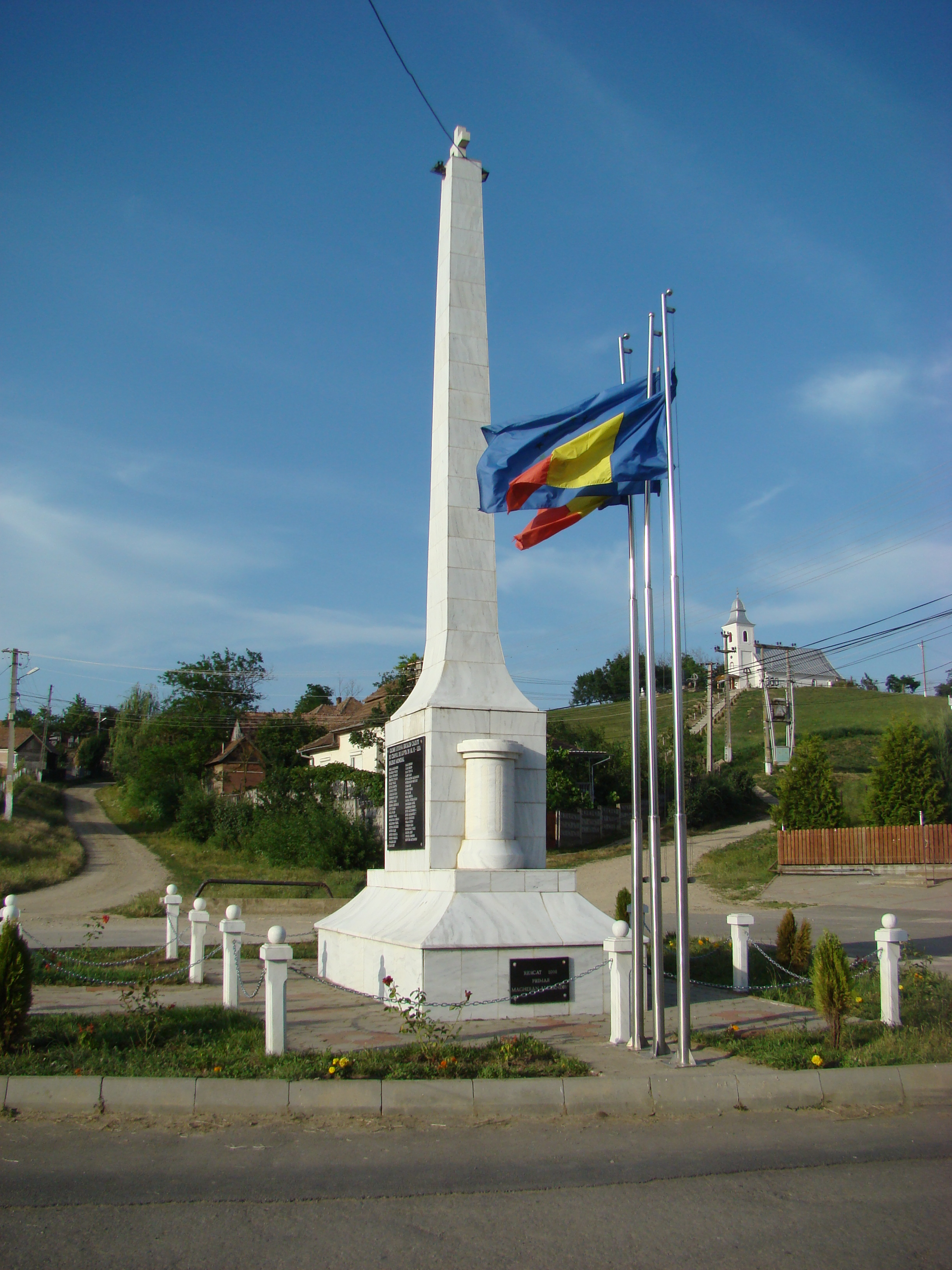
Monumentul Eroilor
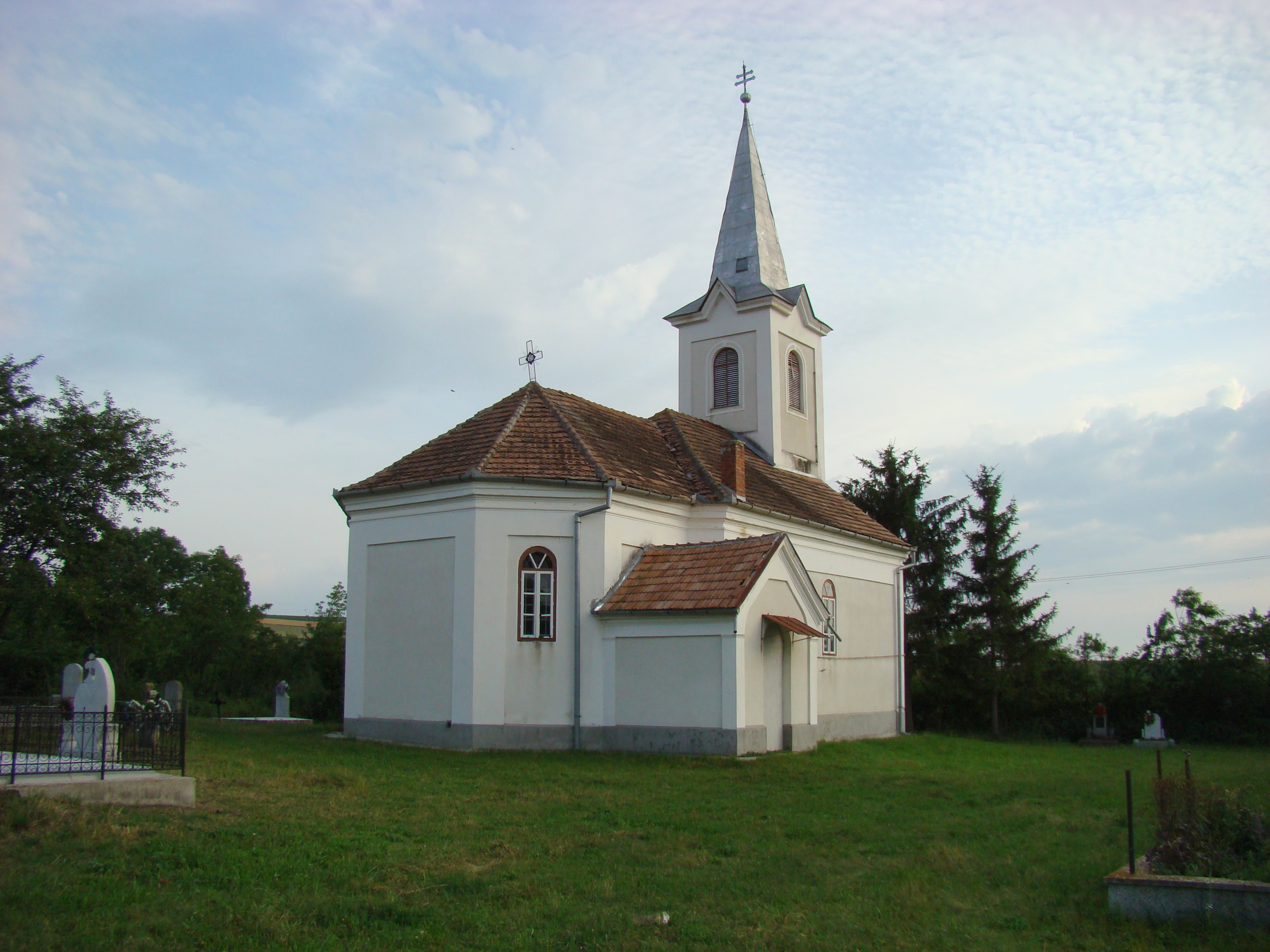
Biserica romano-catolică (1785)
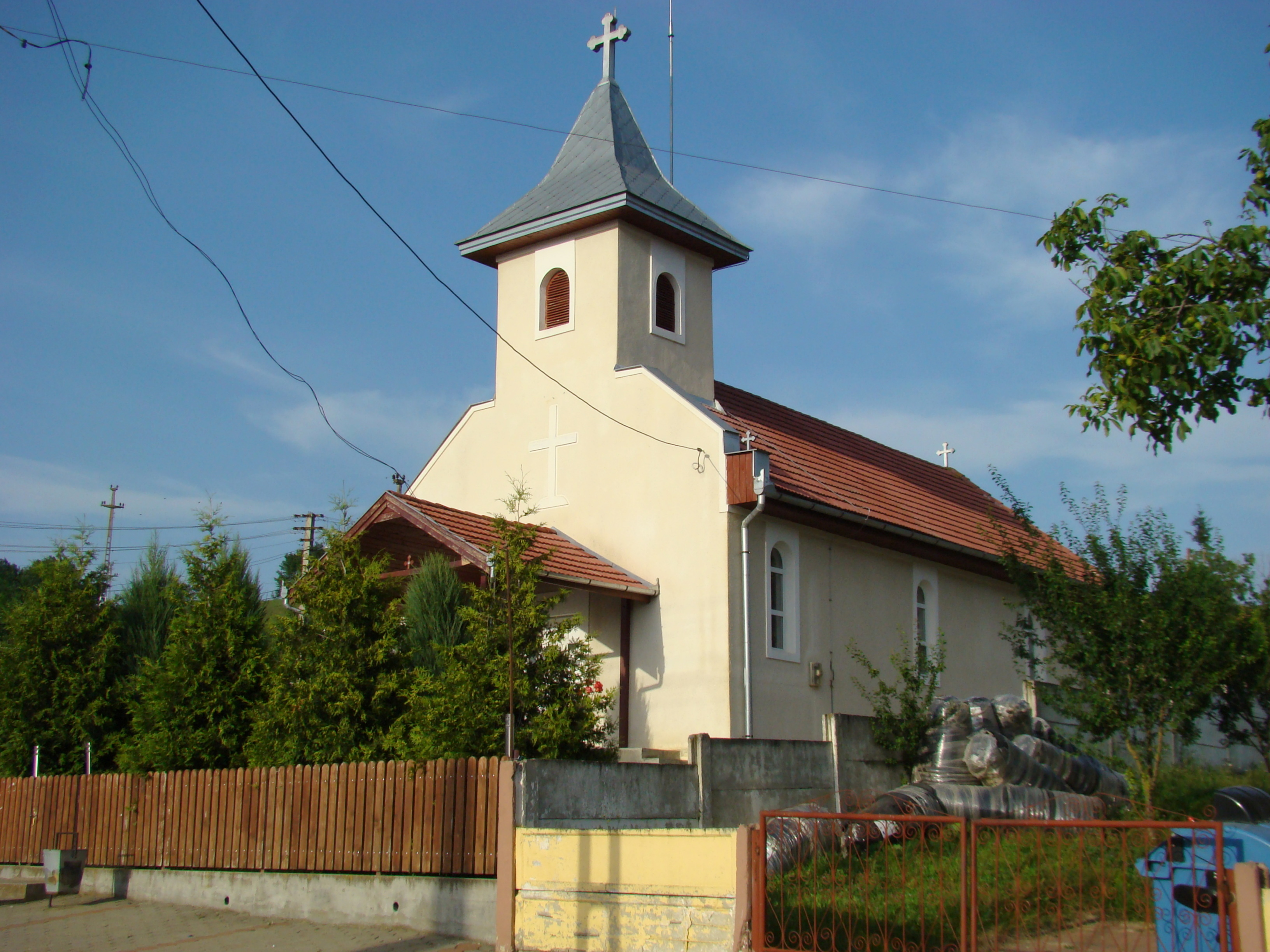
Biserica greco-catolică
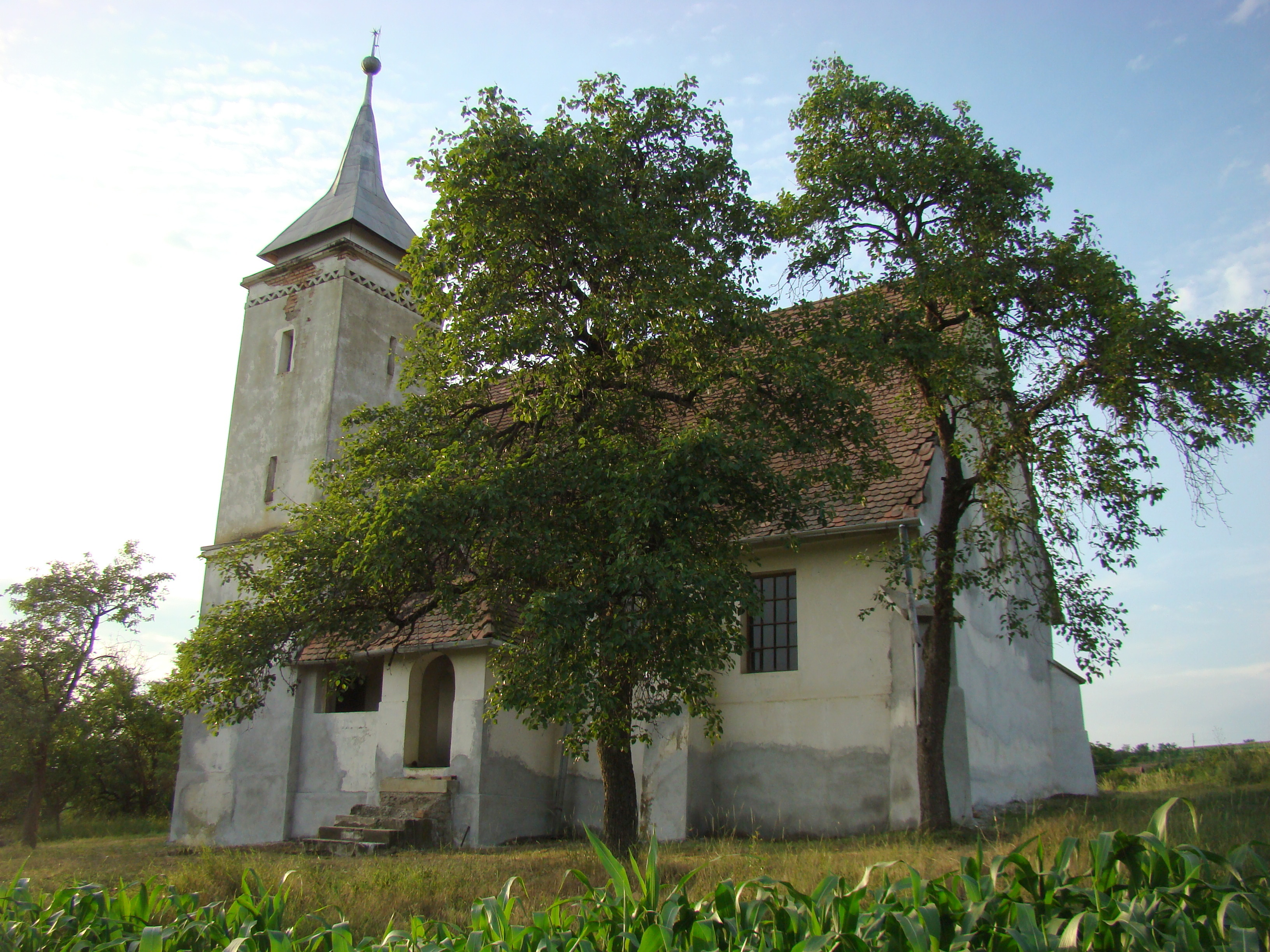
Biserica reformată
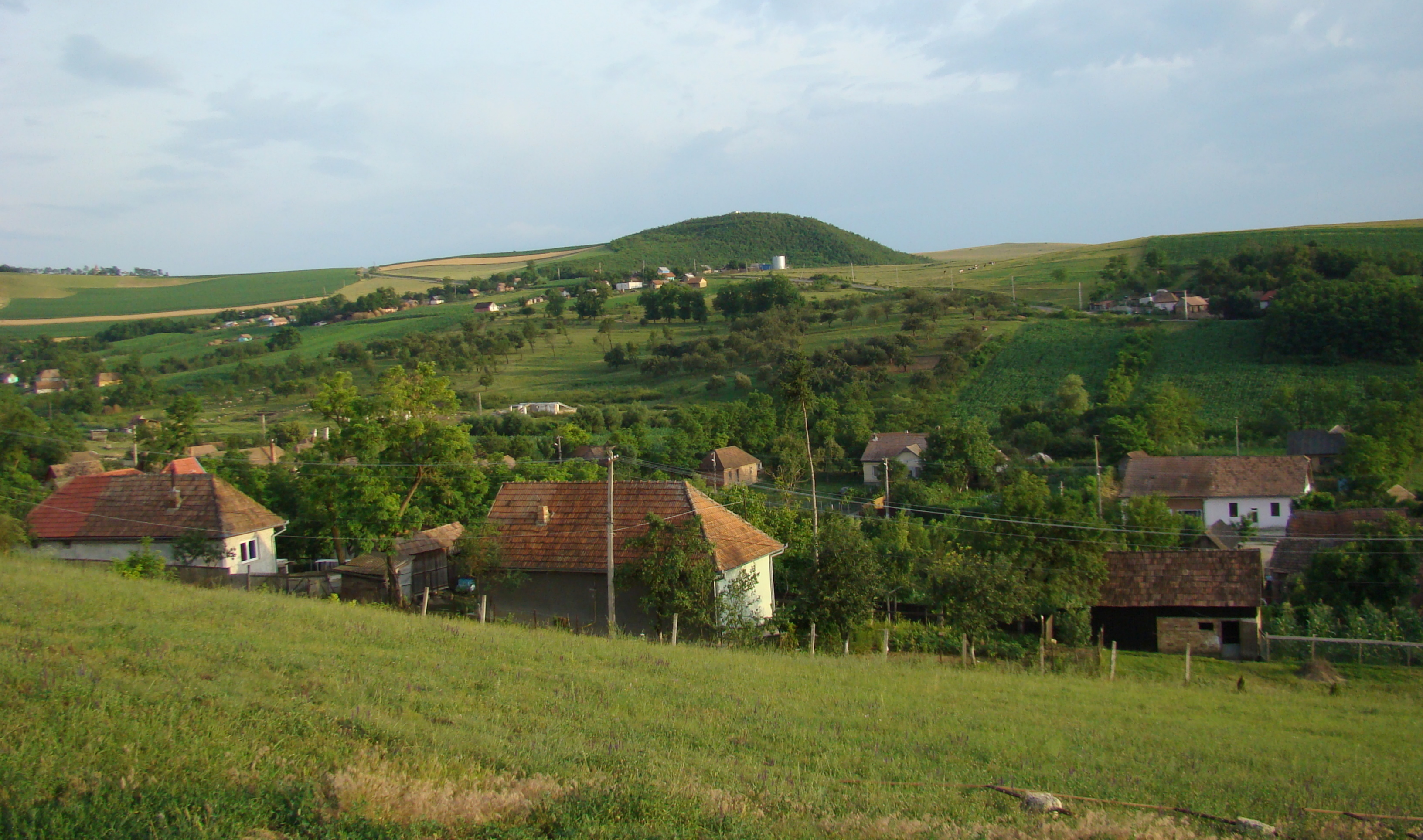
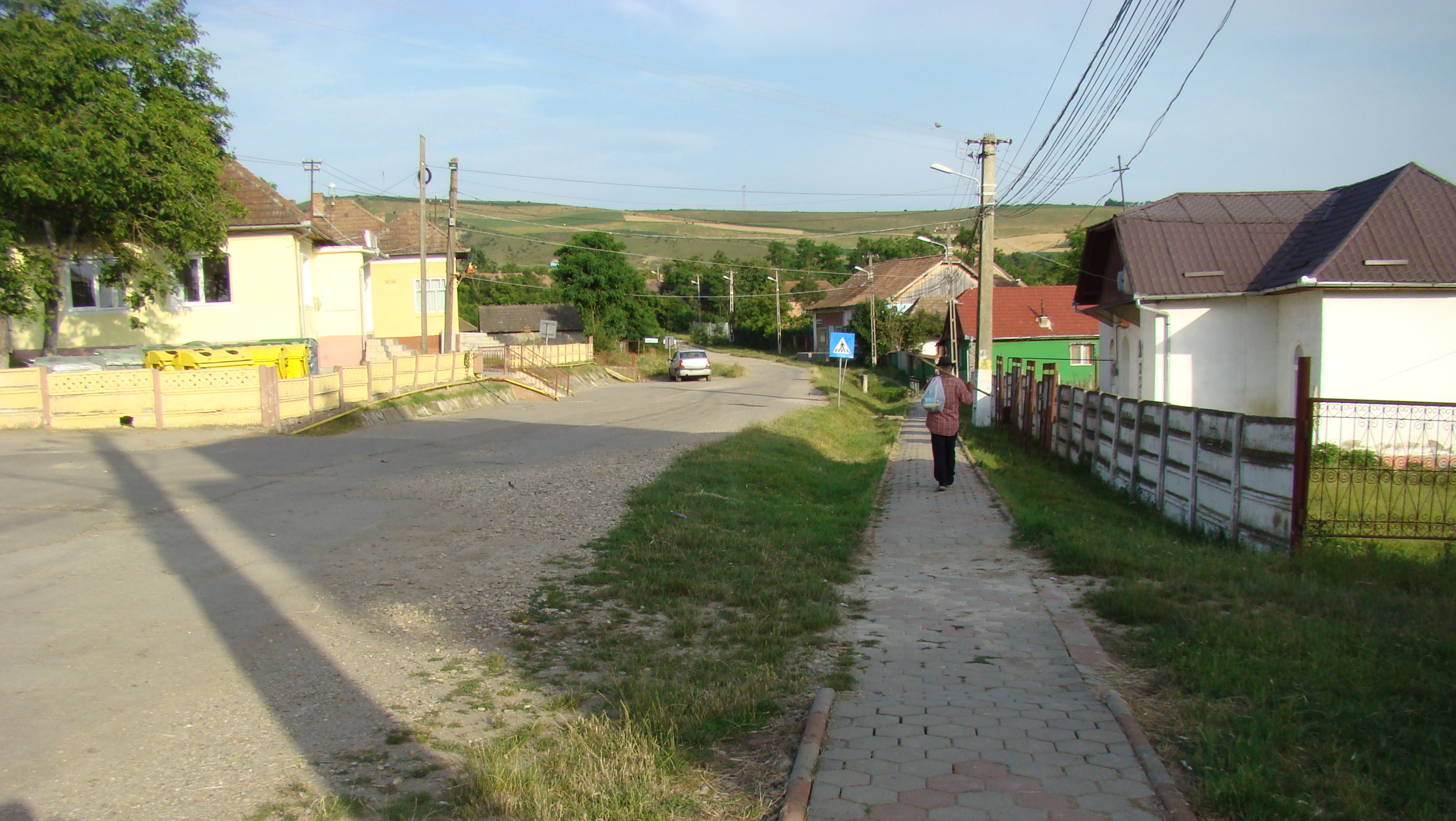